# Valentín Zubiaurre
Valentín Zubiaurre Urionabarrenechea est un compositeur espagnol né à Garai, en Biscaye et mort à Madrid en 1914.
Il commence son parcours musical en tant qu'enfant de chœur à Bilbao, puis étudie l'orgue avec Nicolás Ledesma.
En 1852, il voyage en Amérique du Sud, et enseigne dans plusieurs pays. Il rentre en Espagne en 1866 et étudie au Conservatorio de Madrid avec Hilarión Eslava. En 1869, il gagne le Concours National de Musique avec l'opéra Don Fernando el Emplazado,. 
Il est le père de l'intellectuelle basque Pilar de Zubiaurre et des peintres Valentín et Ramón de Zubiaurre.